# اشلند (نیوهمپشایر)
اشلند (به انگلیسی: Ashland) شهری در ایالت نیوهمپشایر کشور ایالات متحده آمریکا است که جمعیت آن در سرشماری سال ۲۰۱۰ میلادی، ۱٬۲۴۴ نفر بوده‌است.

## نگارخانه

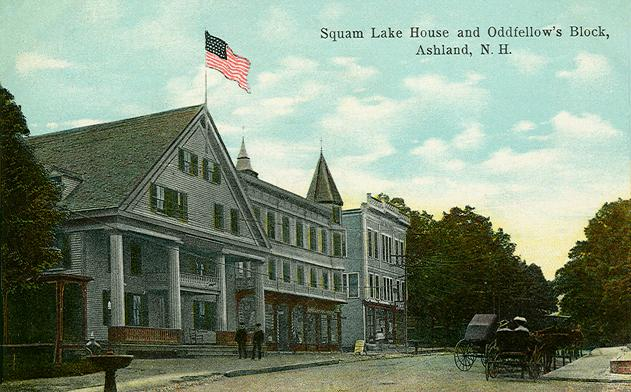
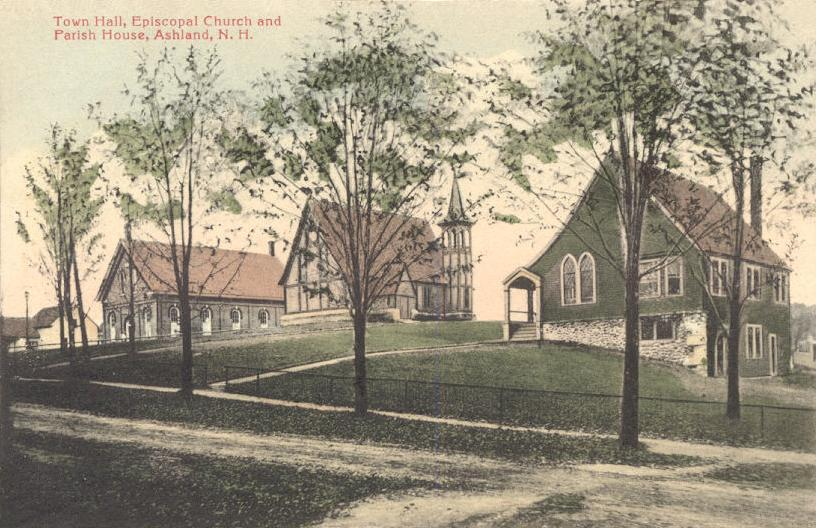
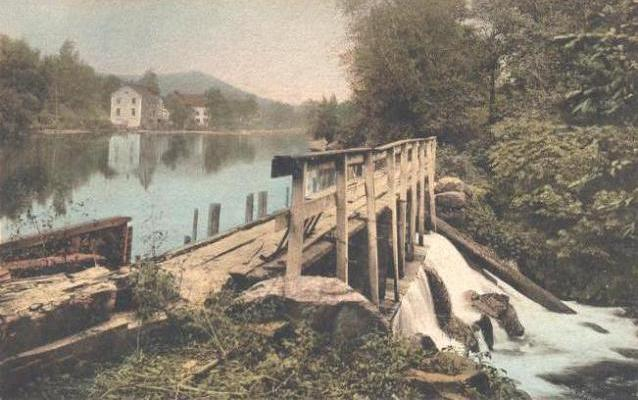
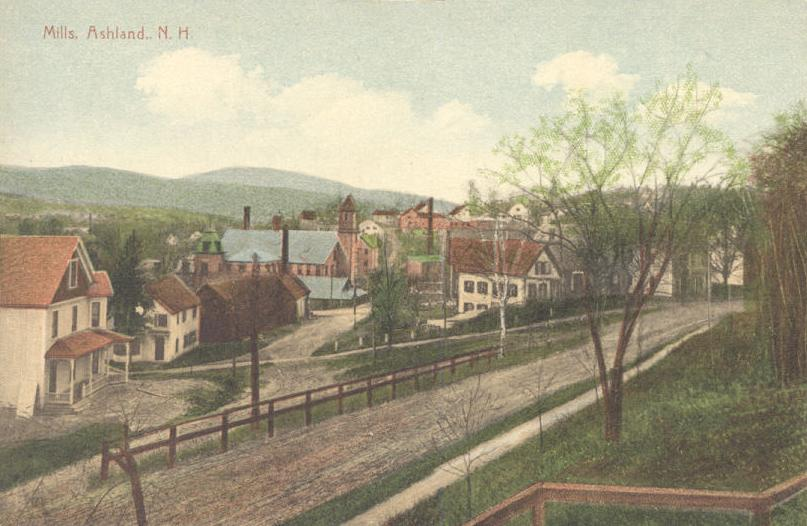